# Hero Hotline
La Hero Hotline è una corporazione immaginaria di supereroi introdotta in Action Comics Weekly n. 637. Fu creata da Bob Rozakis e Stephen DeStefano.

## Storia
La Hero Hotline è una corporazione attiva 24 ore su 24 e 7 giorni su 7 di eroi a noleggio creata dal Coordinatore, un uomo che era l'eroe segreto della Seconda guerra mondiale Harry "Tex" Thompson, Americommando. Il Coordinatore comunica con l'agenzia come un'ombrosa figura su uno schermo comunicativo. Il loro numero Hotline è 1-800-555-HERO. Regolarmente accettano missioni dall'uomo comune, e solo in rare occasioni dovettero combattere contro strani supercriminali.

### Crisi Infinita
Anni dopo che la loro serie fu cancellata, la Hero Hotline fu rivelata essere ancora attiva in Teen titans Annual n. 1 (marzo 2006), menzionati come gli eroi che aiutarono ad evacuare Blüdhaven durante la Crisi infinita.

## Staff di Hero Hotline

### Turno diurno
- Coordinatore - Tex Thompson, ex eroe di guerra conosciuto prima come Americommando e successivamente come Mister America.
- Stretch - Tom Longacre, come Elongated Man bevve Gingold per ottenere poteri di allungamento, ma l'uso prolungato di Gingold indicava che le ossa del suo corpo e i suoi muscoli, anche a riposo, erano così elastici che Stretch faticava a mantenere la sua forma umana.
- Microwavebelle - Detta anche "Microwave mom", Belle Jackson, scienziata dilettante che creò un dispositivo che le conferiva poteri microonde e l'abilità di volare.
- Private Eyes - Lester Lee, detective privato con occhiali che gli donavano visioni telescopica, a raggi-x, microscopica ed infra-rosso.
- Diamondette - Diana Theotocopoulos, può rendere le sue mani dure come il diamante.
- Voice-Over - Andy greenwald, poteri di super ventriloquo ed esperto mimo vocale.
- Mister Muscolo (alias Flex, Mister Mighty, Fratello Bicipite) - Sturgis Buttefield, è un culturista ossessivo, sollevatore di pesi e narcisista.
- Hotshot - Billy Lefferts, metaumano in grado di lanciare palle di fuoco.

### Turno notturno
- Zeep la Spugna Vivente - Una spugna da bagno vivente, attivista per i diritti e la giusta paga per i supereroi.
- Marie la Tartaruga Psichica - Una tartaruga psichica senziente.
- Ms. Terrific - Indossa un costume basato su quello di Mister Terrific Terry Sloane.
- Card Queen - Indossa una carta da gioco con il simbolo del "Cuore" sul petto.
- Herald - Indossa un costume come quello degli araldi medievali.
- Chlorino - Membro della squadra, poteri sconosciuti.
- Batmyte - Un umanoide alato simile ad un pipistrello con la pelle arancione. Non ha nessuna connessione con il personaggio Bat Mito di Batman.
- Thunderhead - Membro della squadra, poteri sconosciuti.

### Membri di supporto
- Soozie-Q - La centralinista artificialmente intelligente per la Hero Hotline.
- Lightning Eyes - Un lettore super veloce metaumano, aiuta Soozie-Q con la banca telefonica.
- Ellie Longacre - Avvocato della compagnia, figlia di Stretch.
- Fred - membro della squadra invisibile ed intangibile, possibile creazione di Voice-Over.

## Altri gruppi aziendali
Altri gruppi aziendali di supereroi sono attivi nell'universo della DC Comics. I più conosciuti sono i Conglomerati, i Blood Pack, la Power Company, e i Capitani d'Industria.